# Городище (гміна)
Гміна Городище — колишня (1934—1939 рр.) сільська ґміна Самбірського повіту Львівського воєводства Польської республіки (1918—1939) рр. Центром ґміни було село Городище.

1 серпня 1934 р. було створено ґміну Городище у Самбірському повіті. До неї увійшли сільські громади: Городище, Котованя, Кульчице Рустикальне, Кульчице Шляхецкє, Мокжани, Сєлєц, Ступніца Польска, Ступніца Руска, Шаде.
  
У 1934 р. територія ґміни становила 82,38 км². Населення ґміни станом на 1931 рік становило 8 345 осіб. Налічувалось 1 703 житлові будинки. 

На початку Другої світової війни в першій середині вересня 1939 р. територія ґміни була зайнята німецькими військами, але відповідно до Пакту Молотова — Ріббентропа 26 вересня територія ґміни була передана СРСР. Гміна ліквідована в 1940 р. у зв’язку з утворенням Дублянського району.